# Staffordshire Bullterrier
Der Staffordshire Bullterrier ist eine von der FCI anerkannte Hunderasse aus England (FCI-Gruppe 3, Sektion 3, Standard Nr. 76).

## Herkunft und Geschichte
Vor ca. 250 Jahren tauchten in England zum ersten Mal Hunde auf, die man für die Vorfahren der heutigen Staffordshire Bullterrier hält. Es waren kleine, bullige Hunde, die von den Bergleuten des „Black Country“ (Mittelengland um Birmingham und der Grafschaft Staffordshire) gehalten und gezüchtet wurden. Sie lebten damals mit ihren Besitzern in den engen Wohnungen der Arbeitersiedlungen und durften daher nicht allzu groß sein.
Ihre Funktion bestand ursprünglich und ähnlich wie beim Yorkshire-Terrier darin, Ratten zu vernichten.
Aus dem Rattenjagen entwickelte sich das „Rattenbeißen“, ein blutiger Sport, bei dem der Hund gewann, der in möglichst kurzer Zeit möglichst viele Ratten tötete. Anschließend – ab ca. 1810, allerdings anfänglich unter anderem Namen – war der Staffordshire Bullterrier als klar abgetrennte Hunderasse die bevorzugte Kampfhundlinie für Kämpfe Hund gegen Hund in Englands Grafschaft Staffordshire. Die Bull-and-Terrier, wie die Rasse damals noch hieß, wurden zu Statussymbolen der Arbeiterklasse in den Kohlegebieten. Rennen und Hundekämpfe waren – auch durch Wetteinsätze bei solchen Veranstaltungen – neben dem Verkauf der Welpen eine Möglichkeit, das karge Einkommen aus der Arbeit unter Tage aufzubessern.
1835 verbot England als erstes Land in Europa Tierkämpfe, und die Zucht dieser Hunde konzentrierte sich von da an auf ihre andere Stärke, ihre große Familientauglichkeit – die sie aus dieser Zeit mitbrachten. 1935 wurde diese Rasse dann vom Kennel Club, dem Verband der englischen Hundezüchter, als eigene Rasse anerkannt; seitdem wurde der Rassestandard nicht unwesentlich verändert (1948 und 1987). Die Änderung mit den stärksten Auswirkungen war die Reduzierung der erwünschten Höhe um 5,1 cm, ohne dabei das Höchstgewicht anzugleichen, was aus dem Staffordshire Bullterrier einen für seine Größe eher schweren Hund machte. Laut Rassestandard gehört Intelligenz sowie eine ausgesprochene Menschen- und Kinderfreundlichkeit zu den primären Zuchtzielen. In Großbritannien zählt der Staffordshire Bullterrier heute zu den häufigsten Hunderassen. In der Statistik des Kennel Club liegt er mit 12.629 registrierten Hunden nur gut 100 Exemplare hinter dem Deutschen Schäferhund an fünfter Stelle.
Eine Namensähnlichkeit besteht zum American Staffordshire Terrier, einer aus den USA stammenden Rasse, die sich Ende des 19. Jahrhunderts aus den gleichen Vorfahren entwickelt hat, aber etwas größer ist.

## Beschreibung
Staffordshire Bullterrier werden 35,5 bis 40,5 cm groß. Rüden sind 12,7–17 kg schwer, Hündinnen 11–15,4 kg. Der Kopf ist breit und kurz und hat Rosen- oder Halbstehohren. Das glatte, kurze und dichte Fell ist rot, falb, weiß, schwarz oder blau oder von einer dieser Farben mit weiß kombiniert, gestromt in jeder Schattierung oder gestromt mit weiß.

## Wesen
Die FCI beschreibt das Idealbild des Wesens des Staffordshire Bullterriers im Rassestandard folgendermaßen: „Traditionell von unbeugsamem Mut und Hartnäckigkeit. Hochintelligent und liebevoll, besonders zu Kindern. Tapfer, furchtlos und absolut zuverlässig“. Damit ist ein Zuchtziel der Zuchtvereine festgelegt, die nach diesem Standard züchten. Es ist damit keine empirische belegte Aussage über das Wesen der Rasse oder gar einzelner Hunde gegeben. In jedem Fall sollten sie früh und gut an andere Hunde gewöhnt werden, ohne dabei schlechte Erfahrungen zu machen.

## Verwendung

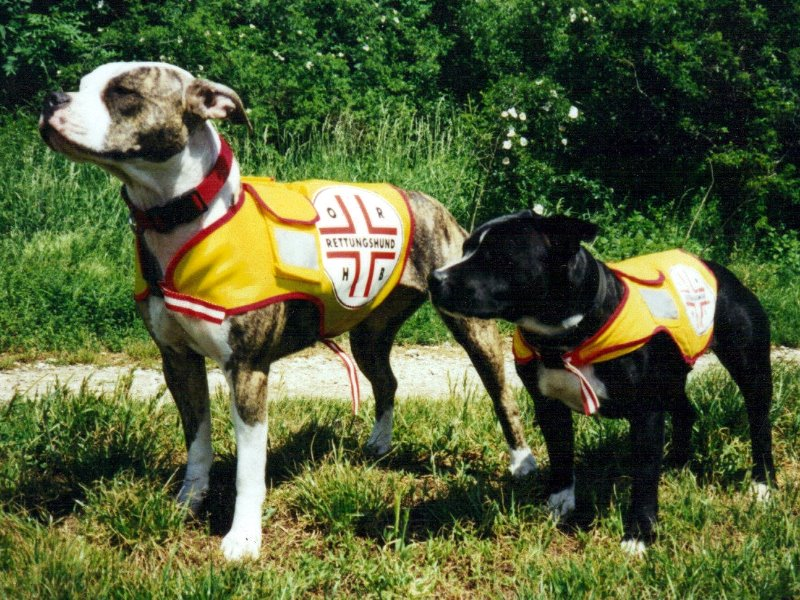
Staffordshire Bullterrier (rechts) und American Pit Bull Terrier im Dienst der Österreichischen Rettungshundebrigade

In Großbritannien ist der Staffordshire Bullterrier als Familienhund beliebt. Neben der Verwendung als Begleit- und Familienhund werden Staffordshire Bullterrier erfolgreich als Rettungshunde eingesetzt.

## Rasseproblematik
In den meisten Bundesländern Deutschlands wird der Staffordshire Bullterrier als Hund einer gefährlichen Rasse angesehen. Rasselisten führen ihn meist in der höchsten Kategorie, und er unterliegt strengen Halterbeschränkungen. Der Import dieser Rasse nach Deutschland ist verboten.
In Österreich steht der Staffordshire Bullterrier in allen vier listenführenden Bundesländern (Wien, Niederösterreich, Oberösterreich, Vorarlberg) auf der Rasseliste. Je nach Bundesland ist ein „Hundeführschein“ (Wien), „Sachkundenachweis“ (Niederösterreich), Sachkundenachweis und Alltagstauglichkeitsprüfung (Oberösterreich) oder eine Sondergenehmigung des Bürgermeisters (Vorarlberg) zur Haltung erforderlich.
In der Schweiz führen elf der dreizehn Kantone mit Rasselisten den Staffordshire Bullterrier auf ihren Listen, die Haltung ist in diesen Kantonen bewilligungspflichtig. In den Kantonen Wallis und Zürich sind Zucht, Einfuhr und Haltung verboten.